# Manzhi

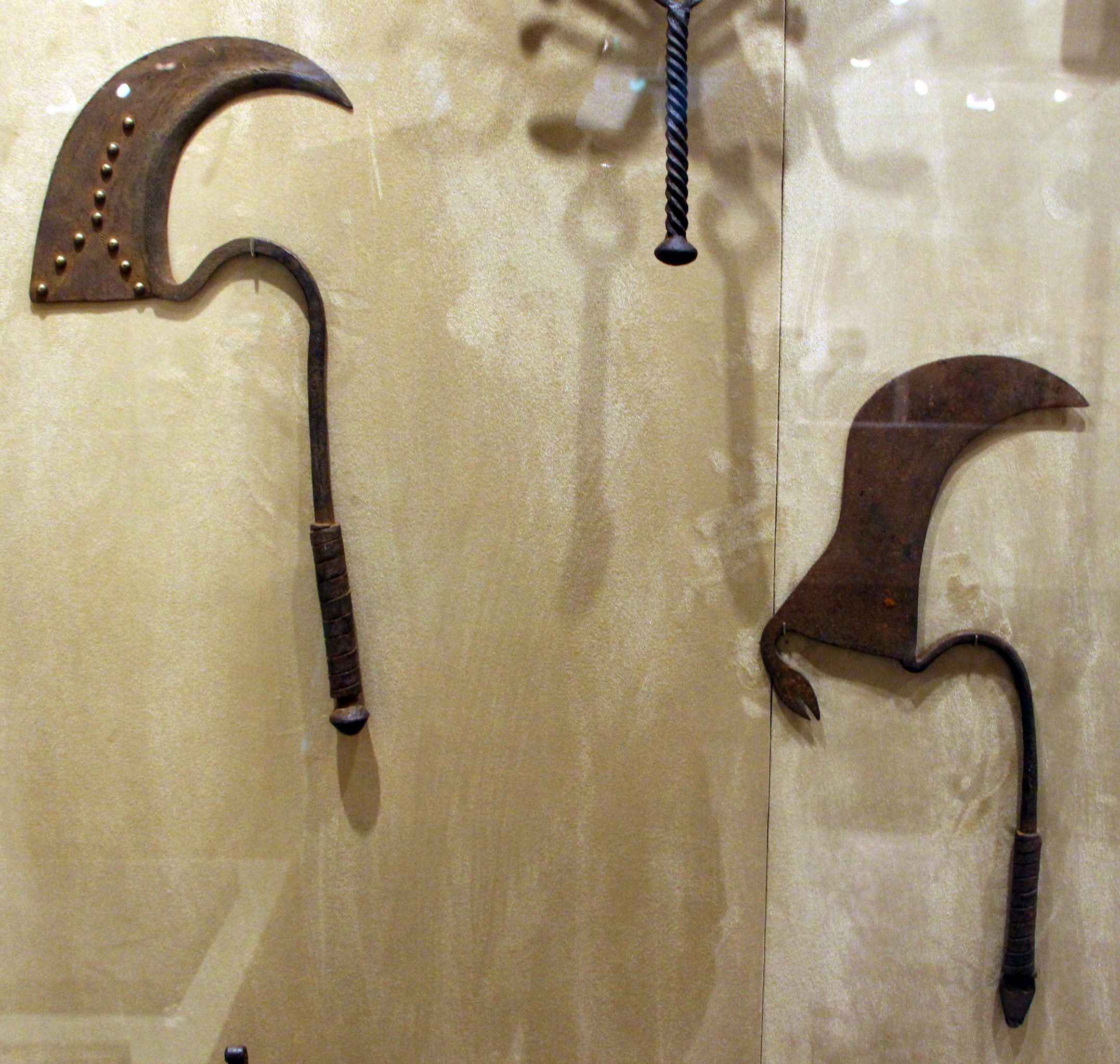
Äxte der Kirdi mit runderen Formen im Museu Afro Brasil

Manzhi ist eine traditionelle Axt aus dem Kamerun, welche als Zeremonial- bzw. Statuswaffe diente.

## Beschreibung
Manzhi wurde von den Bana, Kapsiki, Fali und Kirdi aus dem Kamerun verwendet. Manzhi hat einen breiten, einschneidigen Axtkopf. Die Schneide ist leicht einwärts gebogen. Der Axtkopf hat oben eine hornartige, scharfe und spitze Verlängerung. Der Axtkopf besteht aus Gelbguss, Aluminium oder Eisen. Der Schaft ist entweder aus demselben Metall wie der Axtkopf oder aus Holz und ist manchmal mit Leder oder Textilie umwickelt. Die Gesamtlänge liegt um etwa 40 cm. Wahrscheinlich ist die Form, die einen stilisierten Hahn darstellen soll, von den Fali eingeführt; dort wird der Hahn als ein heiliges Tier verehrt. Als Statuswaffe symbolisierte die Axt die gesellschaftliche Stellung des Trägers. Sie wurde auch bei Tänzen und bei Begräbnissen genutzt und vom Bruder oder Sohn des Verstorbenen getragen.
Gewisse Ähnlichkeiten gibt es zur philippinischen Igorot-Kopfaxt.